# Eastview (Tennessee)
Eastview es un pueblo ubicado en el condado de McNairy en el estado estadounidense de Tennessee. En el Censo de 2010 tenía una población de 705 habitantes y una densidad poblacional de 55,62 personas por km².

## Geografía
Eastview se encuentra ubicado en las coordenadas 35°5′12″N 88°33′5″O / 35.08667, -88.55139. Según la Oficina del Censo de los Estados Unidos, Eastview tiene una superficie total de 12.68 km², de la cual 12.68 km² corresponden a tierra firme y (0%) 0 km² es agua.

## Demografía
Según el censo de 2010, había 705 personas residiendo en Eastview. La densidad de población era de 55,62 hab./km². De los 705 habitantes, Eastview estaba compuesto por el 93.33% blancos, el 4.26% eran afroamericanos, el 0.28% eran amerindios, el 0.28% eran asiáticos, el 0% eran isleños del Pacífico, el 1.56% eran de otras razas y el 0.28% pertenecían a dos o más razas. Del total de la población el 1.28% eran hispanos o latinos de cualquier raza.